# Å (Noruega)
Å és un poble del municipi de Moskenes al comtat de Nordland, Noruega. Està situat cap a l'extrem sud de l'arxipèlag de les Illes Lofoten. Està connectat amb la resta de l'arxipèlag per la ruta europea E10. Aquesta part de la carretera també es diu Camí del Rei Olav.

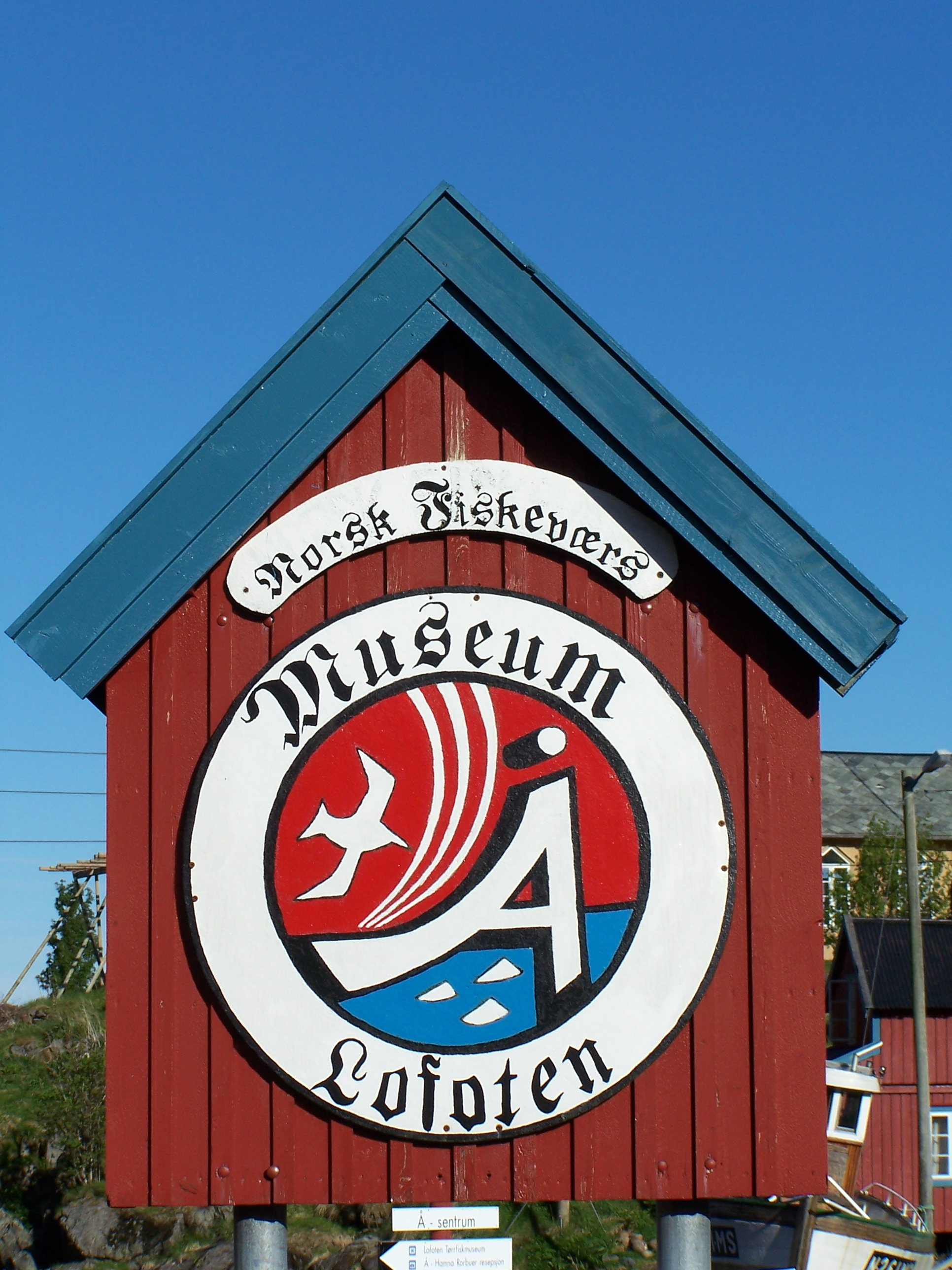
El senyal de trànsit robat amb freqüència al arribar a la localitat d'Å

Fins a la dècada de 1990, Å era principalment un petit poble de pescadors especialitzat en peix assecat, però des de llavors el turisme ha esdevingut la principal activitat econòmica. La ciutat compta amb el Lofoten Stockfish Museum i el Norwegian Fishing Village Museum com dos grans atraccions turístiques. Al maig de 2004, Å es va convertir en el punt de partida d'un viatge en bicicleta de A a B (la B representada per Bee, Nebraska)

## Nom
El poble (originalment una granja) s'esmenta per primera vegada el 1567 ("Aa"). El nom ve del Nòrdic antic á que significa "riu (petit)". El nom es va lletrejar  Aa  fins al 1917 quan la reforma de la llengua noruega va canviar la lletra aa per å. El poble és esmentat a vegades com a Å i Lofoten ("i" vol dir "en") que el distingeix d'altres llocs nomenats Å (vegeu Å (desambiguació)).